# Gastrointestinale Blutung
Die gastrointestinale Blutung (GI-Blutung, GIB) ist ein akuter oder chronischer Blutverlust in das Lumen des Verdauungstraktes. Als obere gastrointestinale Blutung bezeichnet man eine Blutung, die ihren Ursprung im Verdauungstrakt oberhalb des distalen Duodenums hat (Treitz-Band), untere gastrointestinale Blutungen entstehen unterhalb.
Die Blutverluste können geringfügig bis sehr erheblich sein, sodass akute gastrointestinale Blutungen unter Umständen zu den medizinischen Notfällen gehören. Eine leichtgradige chronische Blutung kann lange Zeit unbemerkt bleiben, führt aber häufig zu Blutarmut (Anämie).
In der Antike war Hippokrates von Kos zwar ein als „Schwarze Krankheit“ bezeichneter Abgang von schwarzen Massen aus dem Darm bekannt, aber nicht die Ursache für ein solches Krankheitsbild.

## Symptome
Eine gastrointestinale Blutung kann sich neben nicht sichtbaren Symptomen mit verschiedenen sichtbaren   Symptomen äußern:
- Als Hämatemesis bezeichnet man das Erbrechen von Blut (Bluterbrechen). Ist das Blut bereits durch den Kontakt mit Magensäure zersetzt, sieht das Erbrochene dunkel („kaffeesatzartig“) aus (Hämatinerbrechen).
- Teerstuhl (Melaena) tritt auf, wenn das mit Magensäure in Berührung gekommene Blut durch den gesamten Darm transportiert und über den After ausgeschieden wird.
- Bei Hämatochezie (Rektalblutung) wird frisch rotes Blut über den After ausgeschieden.

## Ursachen
der oberen gastrointestinalen Blutung (nach Häufigkeit):
- Magengeschwür oder Zwölffingerdarmgeschwür
- Ösophagusvarizen
- Mallory-Weiss-Syndrom oder Boerhaave-Syndrom
- Dieulafoy-Ulcus
- Magenkarzinom oder Ösophaguskarzinom
- Arteria-mesenterica-superior-Syndrom

der unteren gastrointestinalen Blutung:
- Polypen und Tumoren des Darmes, z. B. Dickdarmkrebs
- Chronisch-entzündliche Darmerkrankungen wie (Morbus Crohn und Colitis ulcerosa)
- Blutungen eines Meckel-Divertikels
- Divertikulitis
- Darmentzündungen durch Erreger, Parasiten, Autoimmungeschehen oder Durchblutungsstörungen
- Hämorrhoiden, Fissuren oder Fisteln des Anus
- Gefäßfehlbildungen
- Mesenterialinfarkte des Magen-Darm-Traktes

Einige der genannten Erkrankungen können auch als Folge einer Medikamentenbehandlung (unerwünschte Arzneimittelwirkung) auftreten, z. B. das Magen- oder Zwölffingerdarmgeschwür durch bestimmte Schmerzmittel oder eine Antibiotika-induzierte Darmentzündung, aber auch durch Antidepressiva. Das Risiko einer Blutung im oberen Gastrointestinaltrakt steigt durch SSRI (Selektive Serotonin-Wiederaufnahmehemmer) auf das bis zu 2,5-fache, durch SNRI (Serotonin-Noradrenalin-Wiederaufnahmehemmer) auf das bis zu 2,9-fache und durch die Kombination von SSRI und nicht selektive NSAR (tNSAR) auf das bis zu 9,1-fache, wenn kein Magenschutzmittel genommen wird. Werden SSRI mit antithrombozytären Medikamenten wie Clopidogrel oder Low-Dose-ASS kombiniert, was nicht selten der Fall ist, steigt das Risiko einer oberen GI-Blutung auf das bis zu 4,7-fache.

## Diagnose, Einteilung und Therapie
Diagnose und therapeutische Maßnahmen sind vielseitig und richten sich nach Ort, Stärke und vor allem Ursache der Blutung. Wichtigste Untersuchungsmethode (mit gleichzeitiger Möglichkeit der Intervention) ist die Magen- bzw. Darmspiegelung.
 Die Blutungen werden endoskopisch eingeteilt nach Forrest:
- Forrest I: Zeichen der akuten Blutung
  - Ia: arteriell spritzende Blutung
  - Ib: Sickerblutung
- Forrest II: Zeichen einer vor kurzem stattgefundenen Blutung
  - IIa: Läsion mit Gefäßstumpf
  - IIb: Koagelbedeckte Läsion
  - IIc: Hämatinbedeckte Läsion
- Forrest III: Läsion ohne Zeichen einer Blutung = keine Blutung, aber Blutungsanamnese (Hämatemesis, Teerstuhl)

Die Behandlung der Grundkrankheit hat Vorrang. Bei hochakuten erheblichen Blutungen (Ösophagusvarizenblutung, Mallory-Weiss-Syndrom) steht die notfallmäßige Blutstillung als unter Umständen lebensrettende Maßnahme im Vordergrund.